# Juan de Mariana
O padre Juan de Mariana (1536 — 1624) foi um jesuíta, ensaísta e historiador espanhol.

## Biografia
Mariana nasceu na cidade de Talavera de la Reina, perto de Toledo. Ele parece ter sido o filho ilegítimo de um cônego de Talavera, e aos dezesseis anos ele se juntou à Sociedade de Jesus, que acabara de ser criada. Aos vinte e quatro, ele foi convocado para ir a Roma lecionar teologia, sendo depois transferido para a escola que os jesuítas tinham na Sicília, e de lá para a Universidade de Paris. Em 1574, ele retornou à Espanha, morando e estudando em Toledo até sua morte aos oitenta e sete.

Professor de teologia em Roma, Palermo e Paris, ficou célebre por defender a tese do tiranicídio, em seu livro De rege et regis institutione (Sobre o rei e a instituição real), publicado em 1598. De acordo com Mariana, qualquer cidadão pode justificadamente matar um rei que crie impostos sem o consentimento das pessoas, confisque a propriedade dos indivíduos e a desperdice, ou impeça a reunião de um parlamento democrático:
"Ele confisca a propriedade dos indivíduos e a desperdiça, impelido que está pelos vícios, indignos de um rei, da luxúria, avareza, crueldade e fraude. . . . Tiranos, na verdade, tentam prejudicar e arruinar a todos, mas eles dirigem seus ataques especialmente contra os ricos e os homens justos de todo o reinado. Eles consideram o bom mais suspeito do que o mal; e a virtude que lhes falta é a mais temível para eles . . . . Eles expulsam os homens de bem da comunidade sob o princípio de que o que quer que seja exaltado no reino deve ser escondido . . . . Eles exaurem todo o resto - seja através da fabricação de controvérsias para que haja brigas intensas entre os cidadãos, seja através da extração diária de tributos, seja através da criação de guerras atrás de guerras - para que eles não possam se unir contra o tirano. Eles fazem grandes construções às custas e ao sofrimento dos cidadãos. Assim nasceram as pirâmides do Egito. . . . O tirano necessariamente teme que aqueles a quem ele terroriza e mantém como escravos irão tentar derrubá-lo do poder. . . . Por isso, ele proíbe os cidadãos de se congregarem, de se encontrarem em assembléias e discutirem o conjunto da comunidade, tirando deles - através do uso de alguma polícia secreta - a oportunidade de se expressar livremente, de tal maneira que a eles não é permitido nem reclamar livremente".
Da mesma maneira, o rei também não pode criar monopólios estatais, já que eles seriam simplesmente um meio disfarçado de se coletar impostos. Mariana propôs que "o rei deveria reduzir seus favores"; em outras palavras, ele não deveria gratificar os reais ou supostos serviços de seus vassalos tão generosamente: 
"não há reino no mundo com tantos prêmios, comissões, pensões, benefícios, e cargos; se eles todos fossem distribuídos de maneira ordeira, haveria uma necessidade menor de se retirar recursos adicionais do tesouro público ou de outros impostos". 
O rei também não pode obter receitas fiscais extras diminuindo o conteúdo metálico das moedas. Mariana percebeu que a redução do conteúdo de metais preciosos nas moedas, e o aumento do número de moedas em circulação, é claramente uma forma de inflação (apesar de ele não usar essa palavra, que era desconhecida à época), e que a inflação inevitavelmente leva a um aumento de preços porque "se a moeda sofre uma queda de seu valor legítimo, todos os bens encarecem inevitavelmente, na mesma proporção da queda do valor da moeda, e todas as contas entram em colapso".